# 呋喃妥因
呋喃妥因（英語：Nitrofurantoin），商品名稱Macrobid，是一種用作治療尿道感染的抗生素，對於腎臟感染不具效用。藥物須以口服給藥。本藥於1953年上市，是世界衛生組織基本藥物之一，為基本醫療體系中的重要藥物。
一個劑量的大盤價是0.005到0.46美金，在美國十天療程約莫是60美金
。

## 不良反應
常見副作用包含噁心、食慾不振、腹瀉以及頭痛，偶爾可能會發生麻木、肺臟問題及肝功能障礙等。此藥不適合腎臟功能低下患者使用。雖然此藥品對於孕婦看似無害，但仍不建議在懷孕後期使用。此藥物原理是抑制細菌生長，而非殺菌。呋喃妥因也會誘發G6PD缺乏症的症狀。
呋喃妥因最常見的副作用是噁心(8%)、頭痛(6%)和脹氣(1.5%)。罕見的副作用（少於1%的服藥者）包括：
- 胃腸道：腹瀉、消化不良、腹痛、便秘、嘔吐
- 神經系統：頭暈、嗜睡、弱視
- 呼吸系統：急性肺部過敏反應
- 過敏：搔癢、蕁麻疹
- 皮膚科：脫髮
- 其他：發燒、發冷、不適